# Madison (Connecticut)
Madison es un pueblo ubicado en el condado de New Haven en el estado estadounidense de Connecticut. En el año 2005 tenía una población de 18,812 habitantes y una densidad poblacional de 201 personas por km².

## Geografía
Ashford se encuentra ubicado en las coordenadas 41°20′16″N 72°37′46″O / 41.33778, -72.62944.

## Demografía
Según la Oficina del Censo en 2007 los ingresos medios por hogar en la localidad eran de $87,497 y los ingresos medios por familia eran $101,297. Los hombres tenían unos ingresos medios de $73,525 frente a los $41,058 para las mujeres. La renta per cápita para la localidad era de $40,537. Alrededor del 1.3% de la población estaban por debajo del umbral de pobreza.